# フルートソナタ (プーランク)
フランシス・プーランクのフルートソナタは、1956年から1957年にかけて作曲された室内楽曲。プーランクの代表作のひとつであり、20世紀のフルートソナタとしては最高傑作と評される。

## 作曲の経緯
ドビュッシーが晩年に書いたソナタ群を意識していたプーランクは、自身でも各々の木管楽器のためのソナタを作曲することを考え、1952年頃には既にフルートとピアノのためのソナタの構想を持っていた。しかしミラノ・スカラ座から委嘱されたオペラ『カルメル派修道女の対話』に取り組んでいる数年の間、多忙なためにその構想は棚上げされていた。
1956年4月、アメリカのエリザベス・クーリッジ財団より、同年秋に予定されていた財団主催の室内楽音楽フェスティバルのための作品委嘱が舞い込んだ。プーランクは依然として『カルメル派修道女の対話』のオーケストレーションに忙殺されていたことから、その演奏会には間に合わないと前置きしたうえで、1957年6月にストラスブールで行われるストラスブール音楽祭で初演する作品をクーリッジ夫人の追憶に捧げ、自筆譜をワシントンD.C.のアメリカ議会図書館に寄贈するのはどうかという条件を出し、財団側から了解を得た。
そこでプーランクは、長らく構想を温めていたフルートソナタをその委嘱作品とするため、1956年12月に着手した。ジャン＝ピエール・ランパルのアドバイスを受けるなどして、1957年3月に完成したこのソナタは、予定通り同年6月18日にストラスブール音楽祭において、そのランパルのフルートとプーランク自身のピアノで公開初演された。たいへん好評で、第2楽章がアンコールされたという。その後、ランパルだけでなくプーランク自身もピアニストとしてその死まで多くの演奏家と共演し、この作品を広めた。
楽譜はイギリスのチェスター・ミュージックより出版されている。同社からは、イギリスの作曲家でプーランクの友人でもあったレノックス・バークリーが、ジェームズ・ゴールウェイの依頼を受けて1973年にピアノパートをオーケストラ編曲した楽譜も出版されている。

## 楽曲の構成
全3楽章構成で、演奏時間は約12分から13分である。
第1楽章 アレグロ・マリンコリーコ
ホ（短）調。おおよそ三部形式をとり、4分の2拍子の主題は冒頭32分音符4個がシグナルとなって、たいへん印象的なものがある。中間部は4分の3拍子を基本としており、ピアノの思い入れを込めたソロに導かれてフルートがべつのなだらかな旋律を歌う。なおプーランクの自筆譜では元々速度指定をアレグレットとしており、出版時に変更している。
第2楽章 カンティレーナ
変ロ短調。アッセ・ラン（ごくゆっくりと）記された4分の4拍子のフルートの歌で、高雅な哀しみの情を湛えている。この曲がプーランクの傑作としてしばしば演奏されるのも当楽章の心に訴える魅力ゆえであろう。
第3楽章 プレスト・ジオコーソ
イ長調。一転して陽気で活発な曲想になる。だが、中間部ではいっとき抒情的にもなり、先立つ楽章の主題の回想といった趣も帯びる。4分の2拍子。